# Diocesi di Zhumadian
La diocesi di Zhumadian (in latino: Dioecesis Ciumatienensis) è una sede della Chiesa cattolica in Cina suffraganea dell'arcidiocesi di Kaifeng. Nel 1950 contava 14.100 battezzati su 1.300.000 abitanti. La sede è vacante.

## Territorio
La diocesi comprende per intero la città-prefettura di Zhumadian, nella parte meridionale della provincia cinese dello Henan.
Sede vescovile è la città di Zhumadian.

## Storia
La prefettura apostolica di Zhumadian (Chumatien) fu eretta il 2 marzo 1933 con il breve Supremi Apostolatus di papa Pio XI, ricavandone il territorio dal vicariato apostolico di Nanyangfu (oggi diocesi di Nanyang).
Il 9 novembre 1944 la prefettura apostolica fu elevata al rango di vicariato apostolico.
L'11 aprile 1946 il vicariato apostolico è stato elevato a diocesi con la bolla Quotidie Nos di papa Pio XII.
Il 1º gennaio 2013 sono stati ordinati sacerdoti due seminaristi della diocesi di Zhumadian; si tratta delle prime ordinazioni sacerdotali dal 1933.

## Cronotassi dei vescovi
Si omettono i periodi di sede vacante non superiori ai 2 anni o non storicamente accertati.
- Peter Wang (Wang Ji-zhi) † (4 agosto 1933 - 4 agosto 1939 deceduto)
- Joseph Marie Yüen K'ai-chih (Ching Ping) † (30 giugno 1939 - 30 gennaio 1969 deceduto)
  - Sede vacante
  - Shi Shoujing, dal 1991

## Statistiche
La diocesi nel 1950 su una popolazione di 1.300.000 persone contava 14.100 battezzati, corrispondenti all'1,1% del totale.
| anno | popolazione | popolazione | popolazione | presbiteri | presbiteri | presbiteri | presbiteri                | diaconi | religiosi | religiosi | parrocchie |
| anno | battezzati  | totale      | %           | numero     | secolari   | regolari   | battezzati per presbitero | diaconi | uomini    | donne     | parrocchie |
| ---- | ----------- | ----------- | ----------- | ---------- | ---------- | ---------- | ------------------------- | ------- | --------- | --------- | ---------- |
| 1950 | 14.100      | 1.300.000   | 1,1         | 16         | 16         |            | 881                       |         |           |           | 5          |

Secondo le informazioni riportate dall'Agenzia Fides, nel 2006 la diocesi contava circa 60.000 fedeli, una decina di sacerdoti, 27 parrocchie, 120 catechisti.